# Pauluskathedrale (Tirana)

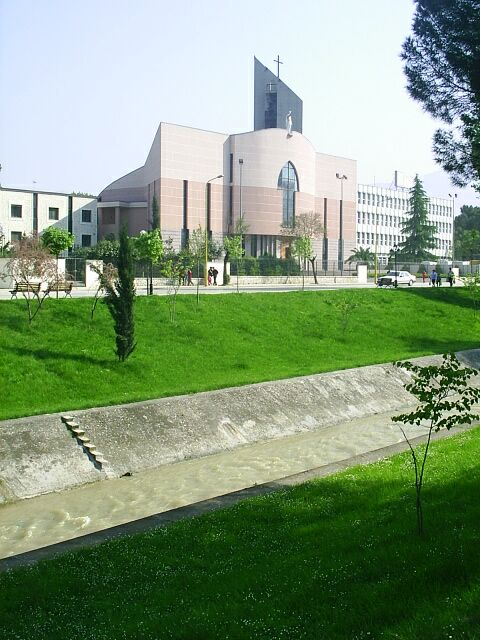
Zentrum Tiranas östlich des Boulevards mit der Kathedrale

Die Pauluskathedrale (albanisch Katedralja e Shën Palit) in Tirana ist die Kathedrale des römisch-katholischen Erzbistums Tirana-Durrës. Sie befindet sich im Stadtzentrum Tiranas am Boulevard Zhan D'Ark (Jeanne d’Arc), der entlang des Flusses Lana führt. Die im Jahr 2002 eröffnete Kathedrale ist zu Ehren des  Apostels Paulus geweiht, der die Christengemeinde in Durrës gegründet haben soll.
Der Bau wurde in Form eines Dreiecks ausgeführt, das einerseits die Dreifaltigkeit, aber auch die engen Verbindungen der wichtigsten Religionen im Land symbolisiert. Das Dach fällt von der Hauptfassade nach hinten ab. Die Fassade wird von einer über dem Eingang auf dem Giebel stehenden Steinstatue des Heiligen Paulus überragt. In den Fenstern sind Abbildungen von Papst Johannes Paul II. und Mutter Teresa. Der Kirchturm befindet sich nordöstlich dem Bau angeschlossen. Die ursprünglich geplante große Kuppel wurde nur zur Hälfte realisiert.
Die St.-Lucia-Kathedrale in Durrës ist eine Konkathedrale des Bistums. Die Pauluskathedrale löste die Herz-Jesu-Kathedrale, die 1938 erbaut worden war, ab. Der Bauplatz wurde der katholischen Kirche vom albanischen Staat unentgeltlich überlassen, als Papst Johannes Paul II. 1993 Albanien besuchte. Mit der Gründung des neuen Erzbistums 1992 wurde auch der Bischofssitz von Durrës nach Tirana verlegt. Die Grundsteinlegung erfolgte im November 1994. Die Bauarbeiten kamen lange kaum voran. Im Jahr 2001 wurden sie abgeschlossen. Am 26. Januar 2002 wurde die Kathedrale geweiht.
Westlich der Kathedrale befindet sich das Hotel Dajti, und östlich steht der Hauptsitz der Banka Kombëtare Tregtare. Vor der Kirche führt eine Fußgängerbrücke über die Lana zum Bürohochhaus European Trade Center und zur Pyramide von Tirana.